# Höllentalspitze
Höllentalspitzen (Vârfurile de la Valea Iadului) sunt trei vârfuri de munte situate în masivul Wettersteingebirge lângă Garmisch-Partenkirchen, Bavaria, Germania. Ei se află în lanțul muntos de care aparține și Zugspitze, fiind limitați la est de Höllental (Valea Iadului) iar la nord de Valea Rinului. Dinspre Zugspitze, primul vârf întâlnit este Innere Höllentalspitze (Vârful Interior), 2741 m, urmat de Mittleren Höllentalspitze, 2743 m, și Äußeren Höllentalspitze, 2720 m. Munții au fost escaladați de un mare număr de alpiniști, care au traversat de regulă creastă „Jubigrata” ce-l desparte de Zugspitze. Pe traseu există câteva colibe adecvate pentru odihnă sau ca adăpost peste noapte.